# Samantha Cornett

Samantha Cornett , née le 4 février 1991 à Deep River, est une joueuse professionnelle de squash représentant le Canada. Elle atteint le 23e rang mondial en février 2018, son meilleur classement. Elle est championne du Canada à plusieurs reprises entre 2013 et 2019.
Elle gagne une médaille d'or par équipes et une médaille d'argent en individuel aux Jeux panaméricains de 2011. Elle se retire du circuit en mai 2020.

## Biographie
Samantha Cornett est inspirée par Manon Rhéaume, première et seule femme à avoir joué pour une équipe de la Ligue nationale de hockey (LNH). Aussi, elle s'initie au squash à l'âge de neuf ans. Elle est championne du Canada junior et fait partie de l'équipe canadienne des championnats du monde juniors. Elle se qualifie pour le championnat du monde 2013 où elle passe le premier tour.

## Palmarès

### Titres
- Championnats du Canada : 4 titres (2013, 2014, 2015, 2019)